# Ulverakersbleika
Ulverakersbleika est une île norvégienne dans le landskap Sunnhordland du comté de Vestland. Elle appartient administrativement à Sveio.

## Géographie
Rocheuse et désertique, elle s'étend sur environ 65 m de longueur pour une largeur approximative de 40 m. 